# بندر ترکمن
بندر ترکمن (بندر شاه) شهری بندری که مرکز شهرستان ترکمن در غرب استان گلستان است. بر مبنای آخرین داده‌های جغرافیایی بیشترین درازای این شهر ۶٫۷ کیلومتر بوده است. این بندر برای اتصال دریایی به ریلی در سال ۱۳۰۶ ساخته شد که دو شهر تازه‌تأسیس بندر شاه را به بندر شاهپور به‌وسیلهٔ اولین خط راه‌آهن سراسری ایران به هم متصل می‌کرد.

## تاریخچه
این شهر در زمان رضاشاه پهلوی در سال ۱۳۰۶ خورشیدی بنیان‌گذاری شد و تا پیش از انقلاب اسلامی بندر شاه نامیده می‌شد.
بندر ترکمن یکی از نخستین شهرهای ایران است که راه‌آهن به آن کشیده شد؛ پس از گذشت ۱۴۰۰ کیلومتر راه‌آهن سراسری در ایران، دریای مازندران (به‌وسیله بندر شاه) به خلیج فارس (به‌وسیله بندر شاهپور) پیوند یافت.
بندر ترکمن در قدیم دارای سه اسکله بود که اکنون بازمانده‌هایی از آن‌ها به‌جا مانده است. بیشتر مردم این شهر ترکمن هستند، اما اقوام دیگری همچون فارس (سیستانی و خراسانی)، ترک‌های آذربایجانی، قزاق، بلوچ، کرد و طبری (کتولی، استرآبادی و مازندرانی) و غیره هم در این شهر زندگی می‌کنند. به‌گفتهٔ محمد آذری مدیر بنیاد نیمروز، سیستانی‌ها از شرق گلستان به سمت غرب جمعیتشان کاهش می‌یابد و در بندرترکمن سیستانی‌ها و بلوچ‌ها در کنار ترکمنها بودوباش دارند و بر اساس مطالعات مرکز مردم‌شناسی بنیاد نیمروز طوایف عنایت و میروفراهی در روستاهای تازه تأسیس زابل محل سفلی و علیا وایوان آباد در کنار دیگر طوایف سیستانی روستاهای مستقل مخصوص سیستانی‌ها را به وجود آوردند.

## اقتصاد بندر ترکمن
اقتصاد شهر بر پایهٔ راه‌آهن و بندر طراحی شده بوده که با بالا آمدن عمق دریا و کاهش آبخور کشتی‌ها، امروزه عملاً خاصیت بندر تجاری ندارد و تنها مواد سوختی و نفت خام در مقیاس بسیار ناچیز به مقصد نیروگاههای منطقه تخلیه می‌گردد. اقتصاد شهر اکنون بر پایه تولید فرش و گلیم، صید و تولید خاویار، کشاورزی و صنایع دستی و گردشگری رونق دارد.
البته بازارچه گمرکی ساحلی اسکله ترکمن نیز نخستین مکان برای تفریح گردشگران این منطقه به‌شمار می‌آید.

## آشوراده (عاشرآدا یا مال عاشر)
آشوراده دهی در مرکز شبه جزیره میانکاله در شهرستان بندرترکمن، استان گلستان است. آشوراده تنها جزیرهٔ ایرانی دریای خزر است. این جزیره که در سده‌های گذشته در پی عملکرد و فعالیت گروه‌های انسانی با حفر کانال از توده اصلی خشکی خود (شبه جزیره میانکاله) جدا افتاده است. آشوراده در سال ۱۳۵۴ جز نخستین مناطق زیست کره جهان معرفی و ثبت شد. در همین حال در کنوانسیون جهانی رامسر در زمره تالاب‌های مهم دنیا قرار گرفت و سومین اهمیت این منطقه عضویت آن در پناهگاه حیات وحش است که در همه ایام سال میزبان انواع پرندگان است. ۴۰٪ خاویار ایران در نزدیکی این جزیره به دست می‌آید. آشورادا در اصل به معنی جزیره آشور یا عاشور است که در زبان ترکمن به جزیره اسم آدا می‌گویند.

## مجتمع ستاره اسکله ترکمن

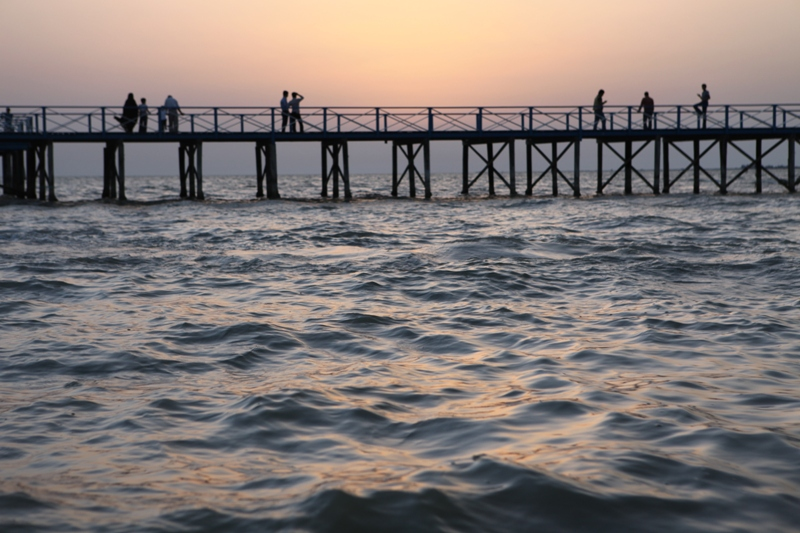

مجتمع ستاره اسکله ترکمن نخستین مجتمع تجاری رفاهی اسکله بندر ترکمن می‌باشد؛ که شامل ۲۵۰ واحد تجاری، رستوران و هتل پنج ستاره می‌باشد. معماری این مجتمع و محل بنای آن برای گردشگران جاذبهٔ بسیاری را به وجود آورده است.

## دیدنی‌های بندر ترکمن
جزیرهٔ آشوراده بزرگ‌ترین جزیرهٔ ایرانی خزر در این شهر قرار دارد.

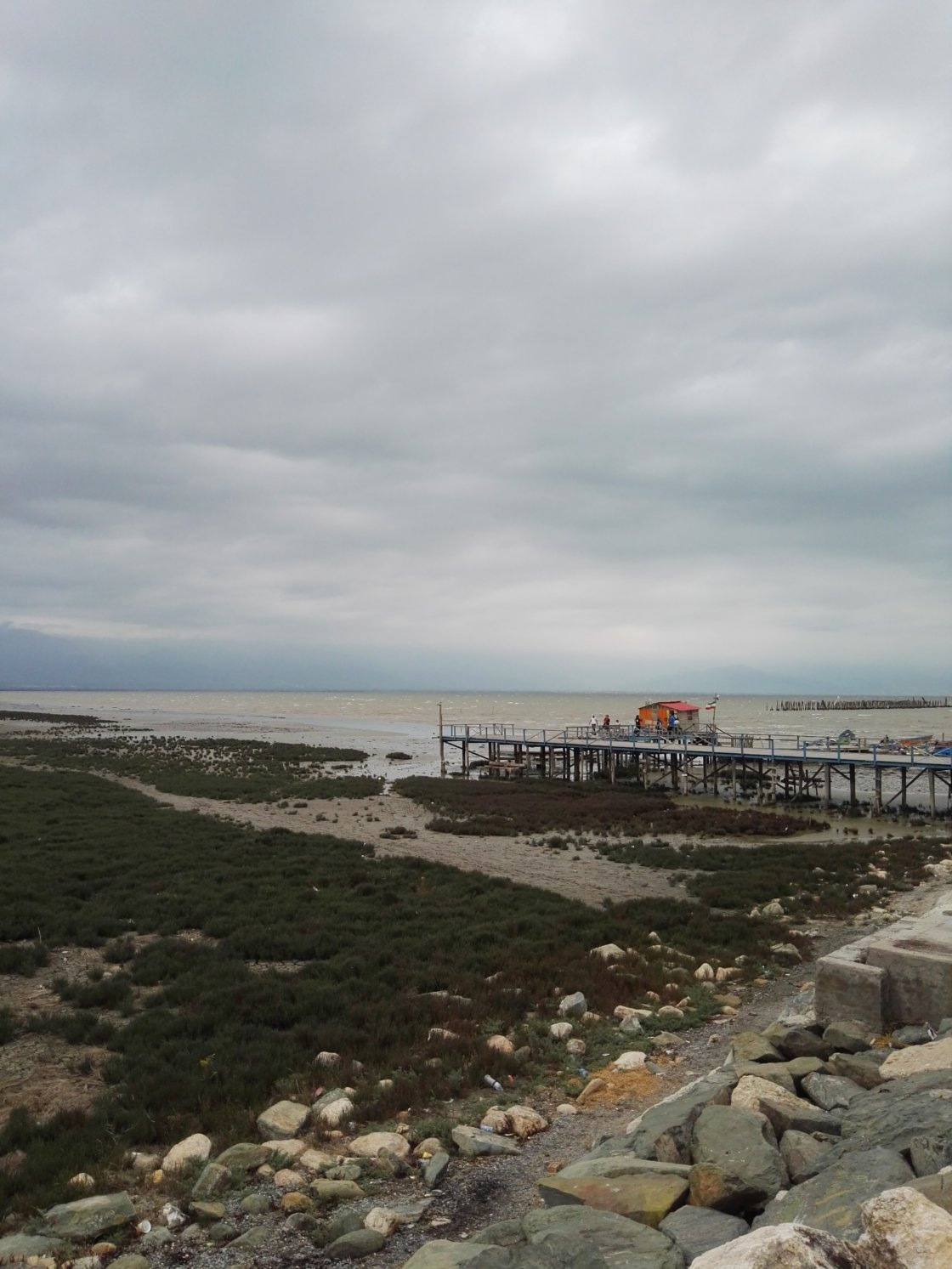

دیوار دفاعی گرگان مربوط به دوره ساسانیان که از شهرستان کلاله آغاز می‌شود با طی حدود دویست کیلومتر در این شهرستان به دریا منتهی می‌شود. این دیوار بزرگ‌ترین دیوار جهان پس از دیوار چین است و در کل ترکمن صحرا امتداد دارد.
دوشنبه بازار بندر ترکمن از دیدنی‌های این شهر ترکمن نشین است که در آن صنایع دستی ترکمن به قیمتی مناسب عرضه می‌شود.

فرش ترکمنی، پشتی ترکمنی، روسری‌های زنانه و صنایع دستی ترکمن‌ها و بشمه و بورگ و قطاب مهم‌ترین سوغاتی این شهر هستند. ضمن آنکه در اعیاد قربان و فطر نیز این منطقه دیدنی است. این دو عید بزرگ‌ترین عید ترکمن‌ها به‌شمار می‌روند. پارک گلستان بزرگ‌ترین پارک این شهر است که در بلوار بهشتی واقع شده است. 

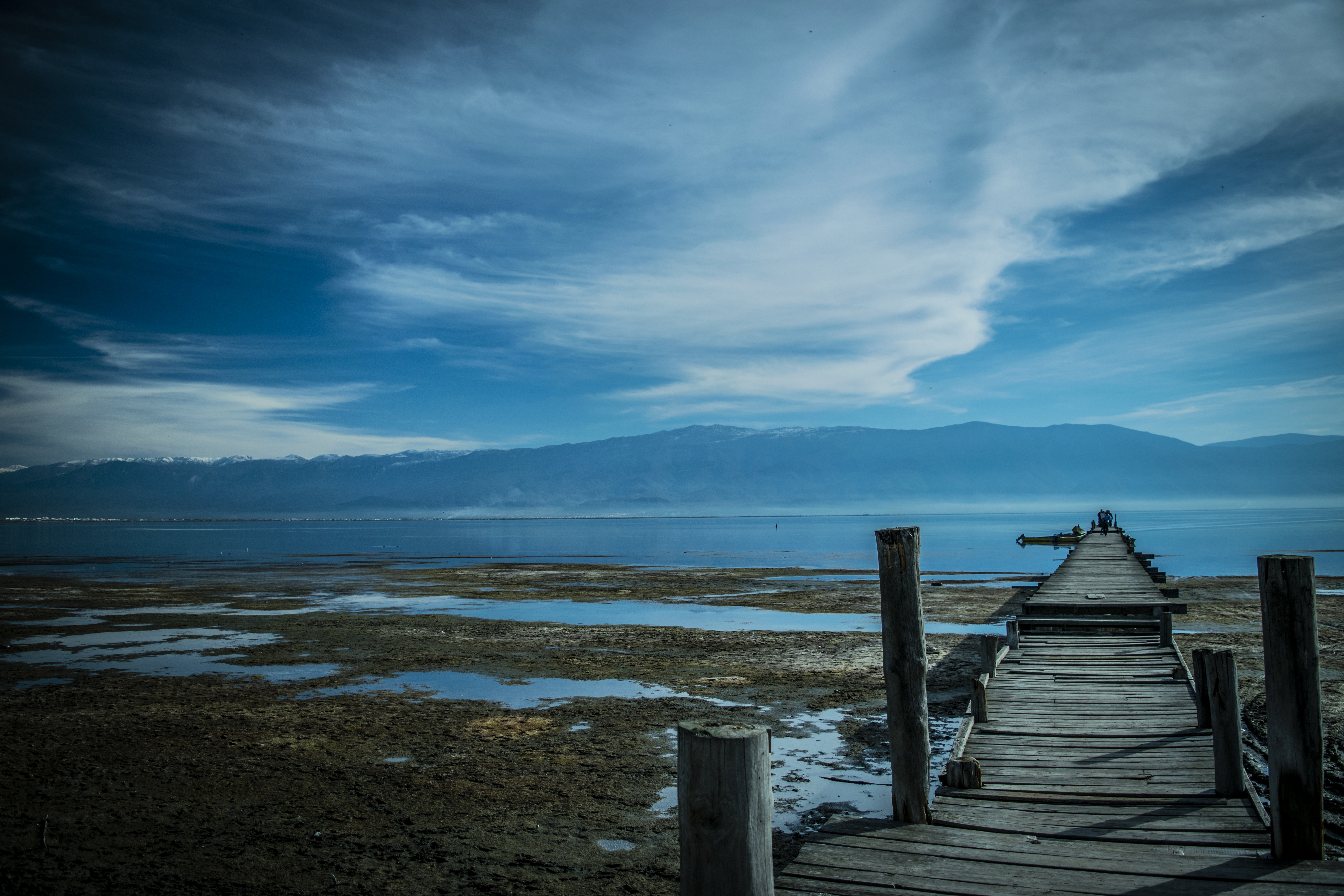
نگاره‌ای از اسکله بندر ترکمن

خیابان‌های استقلال، اسپریس، آزادی، شهرداری و بلوار پاسداران (فرمانداری) از زیباترین و پر رفت‌وآمدترین مناطق این شهر هستند.
در این شهر بازار بزرگ اسکله مقصد اصلی گردشگران می‌باشد که کالاهای بسیار متنوعی در آن عرضه می‌شود. و در اسکله علاوه بر بازار بزرگ و پارک و وسایل تفریحی گوناگون، گردشگران می‌توانند از طریق قایق خود را به جزیره آشوراده برسانند.

## آموزش عالی
در بندر ترکمن یک دانشگاه پیام نور با رشته‌های انسانی و ریاضی وجود دارد و سال ۱۳۹۰ در بندرترکمن دانشگاه آزاد شروع به پذیرش دانشجو به صورت بدون کنکور نمود.

## ورزش
در شهر بندرترکمن هشت سالن ورزشی چند منظوره و دو زمین چمن مصنوعی و یک استخر شنا وجود دارد. همچنین استادیوم قاندومی یکی از بزرگ‌ترین استادیوم‌های استان گلستان در بلوار بهشتی روبروی پارک گلستان واقع است. دو زمین فوتبال و والیبال ساحلی نیز در شهر وجود دارد.
از دیگر دیدنی‌های بندرترکمن مجموعه ورزشی اسب‌دوانی است که هر ساله مسابقات اسب دوانی مختلفی در آن برگزار می‌شود و یک هییت شطرنج به مدیریت ابراهیم پیکر وجود دارد.

## مردم شناسی

### جمعیت

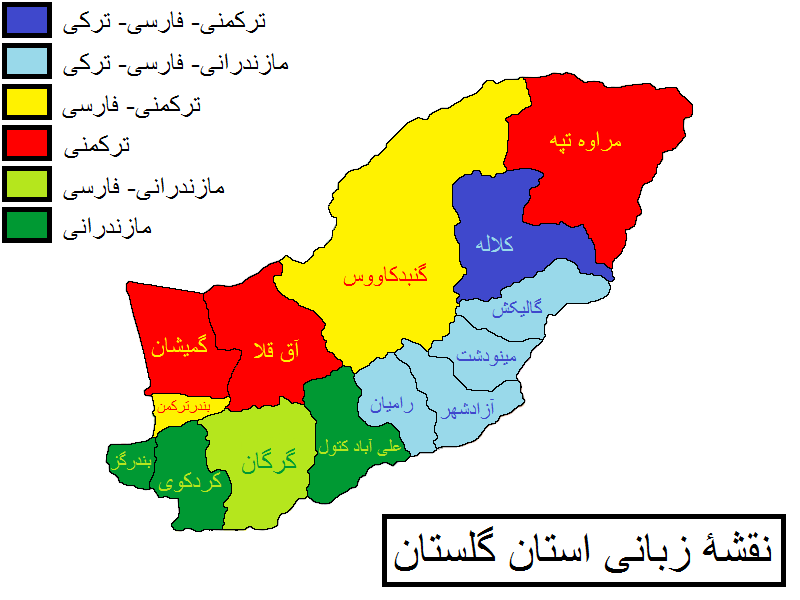
نقشهٔ زبانی استان گلستان

بر پایه سرشماری عمومی نفوس و مسکن در سال ۱۳۹۵ جمعیت این مکان ۵۳٬۹۷۰ نفر (۱۴٬۵۱۲ خانوار) بوده است.

### اقوام و مذهب
بندر ترکمن در قدیم دارای سه اسکله بود که اکنون بازمانده‌هایی از آن‌ها به‌جا مانده است. بیشتر مردم این شهر ترکمن و سنی مذهب هستند، اما اقوام دیگر همچون فارس، سیستانی، ترک‌های آذربایجانی، قزاقها، بلوچ‌ها، کردها و طبری‌ها (کتولی، استرآبادی و مازندرانی) و غیره هم از مذاهب شیعه و سنی هستند. به‌گفتهٔ محمد آذری مدیر بنیاد نیمروز، سیستانی‌ها از شرق گلستان به سمت غرب جمعیتشان کاهش می‌یابد و در بندرترکمن سیستانی‌ها و بلوچ‌ها در کنار ترکمنها بودوباش دارند و بر اساس مطالعات مرکز مردم‌شناسی بنیاد نیمروز طوایف عنایت و میروفراهی در روستاهای تازه تأسیس زابل محل سفلی و علیا وایوان آباد در کنار دیگر طوایف سیستانی روستاهای مستقل مخصوص سیستانی‌ها را به وجود آوردند.
دین مردم این شهر اسلام است.مذهب بیشتر مردم ، اهل سنت و بخشی هم اهل تشیع می باشد.
| دین مردم بندرترکمن | دین مردم بندرترکمن | دین مردم بندرترکمن | دین مردم بندرترکمن | دین مردم بندرترکمن |
| ------------------ | ------------------ | ------------------ | ------------------ | ------------------ |
|                    |                    |                    |                    |                    |
| اهل تسنن           | اهل تسنن           |                    | ۷۱٫۸۲٪             | ۷۱٫۸۲٪             |
| اهل تشیع           | اهل تشیع           |                    | ۲۸٫۱۸٪             | ۲۸٫۱۸٪             |